# Alfred Maury
Louis Ferdinand Alfred Maury (Meaux, 23 de marzo de 1817-París, 11 de febrero de 1892) fue un erudito francés.

## Biografía
Terminados sus estudios, ingresó en 1836 en la Biblioteca Nacional, luego en la Biblioteca del Instituto de Francia el 18 de enero de 1844 donde se dedicó al estudio de la arqueología, las lenguas antiguas y modernas, la medicina y el derecho. Dotado de una gran capacidad de trabajo, una notable memoria y un sólido espíritu crítico, produjo sin gran esfuerzo una gran cantidad de artículos y libros sobre las más diversas materias. Prestó grandes servicios a la Academia de Inscripciones y Bellas Letras, de la que fue elegido miembro en 1857.
Alfred Maury es un gran amigo de Flaubert. Éste habría utilizado sus obras históricas para documentarse en la redacción de Salammbô.
Napoleón III empleó a Maury en trabajos de investigación relacionados con la Historia de César y fue recompensado, en proporción a su participación activa, aunque modesta, en este trabajo, con los puestos de bibliotecario de las Tullerías (1860), profesor en el Colegio de Francia (1862) y director general de Archivos (1868). Sin embargo, no era al favor imperial que debía estos altos cargos.
Usando su influencia para el avance de la ciencia y la educación superior, fue, con Victor Duruy, uno de los fundadores de la École des Hautes Études. Murió en su casa en el 6 distrito de París cuatro años después de retirarse de su último puesto, el 11 de febrero de 1892.

## Publicaciones
Entre sus muchas obras se encuentran:
- Les Fées au Moyen Âge et Histoire des légendes pieuses au Moyen Âge, dos libros llenos de ingeniosas ideas que fueron publicados en 1843 y reeditados tras la muerte del autor, con muchos añadidos, bajo el título Croyances et légendes du Moyen Âge (1896);
- Histoire des grandes forêts de la Gaule et de l'ancienne (1850, 3.ª edición corregida aparecida en 1867 bajo el título Les Forêts de la Gaule et de l'ancienne France);
- La Terre et l'Homme ou Aperçu historique de géologie, de géographie et d’ethnologie générales, que sirve de introducción a la Histoire universelle de Víctor Duruy (1854);
- Histoire des religions de la Grèce antique (3 vols., 1857-1859);
- La Magie et l'astrologie dans l'Antiquité et au Moyen Âge (1860);
- Histoire de l'ancienne Académie des sciences (1864);
- Histoire de l'Académie des Inscriptions et Belles Lettres  (1865);
- un texto sobre las memorias de la arqueología francesa, escrito con motivo de la Exposición Universal (1867);
- varios artículos en la Encyclopédie moderne (1846-1851), en la Biographie universelle de Michaud (1858 y años siguientes), en el Journal des savants, en la Revue des deux Mondes (1873, 1877, 1879-1880, etc.)

Auguste Longnon ha realizado una detallada bibliografía de sus obras al inicio del volumen Les Croyances et légendes du Moyen Âge.

## Estudios sobre los sueños
Alfred Maury también es conocido por sus investigaciones sobre el sueño, que sientan las bases para el estudio neurobiológico de los sueños. En Le Sommeil et les rêves (1861), presentó los resultados de una serie de estudios experimentales: expone a los durmientes a estímulos externos para observar si estos influyen en el contenido del sueño; al despertar a los sujetos a intervalos regulares, notó que los recuerdos de la actividad onírica eran raros, lo que refutaba la idea de que los sueños ocurren permanentemente durante el sueño (hasta entonces, los sueños no estaban situados en una estructura temporal en el seno del durmiente).
Principal representante de una teoría orgánica de los sueños, Alfred Maury planteó la hipótesis de que los sueños eran un fenómeno episódico o aleatorio que ocurría en momentos particulares: durante el sueño, bajo la influencia de estímulos externos o internos o antes de despertar. Hizo varias observaciones que encontramos retomadas por el psicoanálisis o a veces confirmadas por la neuropsicología: el material del sueño consiste en viejos recuerdos enterrados que ciertos acontecimientos del día anterior han revivido; los sueños no son tan incoherentes como parecen, pero como las ideas se presentan en forma de imágenes y como la conexión entre ellas se realiza por analogía, estos vínculos se vuelven generalmente incomprensibles para nosotros cuando nos despertamos.
Finalmente, la historia de su «sueño de la guillotina» le hizo célebre y apoyó la idea de que los sueños largos podían ocurrir en una fracción de segundo al despertar, una hipótesis retomada hoy por el neurobiólogo Jean-Pol Tassin. Muchas personalidades comentarán este sueño de Maury -como Sigmund Freud y Theodor Reik- para comprender distintas facetas del funcionamiento psíquico (Tréhel, G., 2018).